# KWD 9
Die Tenderlokomotive 9 wurden von der Lokomotivfabrik Jung mit der Fabriknummer 7548 für die Kleinbahn Weidenau–Deuz gebaut und war von 1938 bis 1963 in Betrieb.

## Geschichte
Nachdem mit den Lokomotiven KWD 7 und 8 schon zwei D-gekuppelte Lokomotiven mit Heißdampf eingesetzt wurden, wurde 1938 eine stärkere Lokomotive gebaut, die mit größeren Vorräten ausgestattet war. Sie entsprach einer Bauform von Jung-Lokomotiven, die der Hersteller seit Anfang der 1930er Jahre in seinem Fertigungsprogramm hatte.
Für die Kleinbahn Weidenau–Deuz wurde nur diese eine Lokomotive gebaut, die vom Hersteller ohne besondere Typenbezeichnung im Katalog steht.
Die Lokomotive war sowohl mit Saugluftbremse für den Personenzugdienst als auch mit Druckluftbremse für den Güterzugdienst ausgestattet und soll eine Leistung von 500 PS gehabt haben. Sie war die stärkste Lokomotive der Kleinbahn Weidenau–Deuz. Nach der Ablösung durch Diesellokomotiven der Baureihe R 42 C im Güterzugdienst und der Uerdinger Schienenbusse im Personenzugdienst wurde die Lokomotive ausgemustert und 1963 verschrottet.

## Technik
Die Lokomotive hatte ein laufachsloses Fahrwerk zur Erzielung einer hohen Reibungslast. Sie hatte einen Oberflächenvorwärmer auf der Pufferbohle vor dem Kessel. Sie wurde in Niettechnik gebaut.
Sie hatte einen Blechrahmen, dessen Rahmenwangen aus einem Stück geschmiedet waren. in ihm waren die Achsen gelagert. Die 3. Achse war Treibachse, die 2. und 4. Achse waren seitenverschiebbar. Sie hatte eine Heusinger-Steuerung mit Regelkolbenschieber und Druckausgleich Bauart Winterthur.
Der Kessel entsprach der Bauform der Einheitslokomotiven. Geringfügig modifizierte Bauteile waren Rauchkammer, Rohrwände, Dampfdom, Sandkasten, Schornstein und Sicherheitsventile. Die Lokomotive war mit Druckluftbremse sowie Wurfhebelbremse ausgerüstet. Die Radsätze wurden einseitig von vorn abgebremst. Gesandet werden konnten die 2. bis 4. Achse beidseitig.